# Tânia Maria
Tânia Maria (Tânia Maria Correa Reis, n. São Luís, 5 de septiembre de 1948) es una cantante, pianista y compositora brasileña de jazz.

## Biografía
Nacida en una familia de músicos aficionados, en São Luís, una ciudad al noroeste del Brasil, Tania Maria comenzó a estudiar piano a la edad de 7 años, y, con tan solo 13 años, ya había ganado el primer premio de un concurso musical local como líder de un grupo que había iniciado su padre. Tres años más tarde contrajo matrimonio y comenzó a estudiar Derecho, pero abandonaría sus estudios para grabar con 20 años su primer disco publicado por Warner, editado en Brasil en 1971 con el título Olha quem chega, y que mostraba ya su estilo característico, una combinación de los ritmos brasileños con las armonías del jazz, que la pianista desarrollaría posteriormente.
A mediados de los años setenta, la artista abandonó Brasil para establecerse temporalmente en París, donde, tras registrar varios álbumes de moderado éxito, firmó un contrato con la empresa discográfica Concord y, en 1980 edita Piquant, un álbum que obtuvo el Golden Leonard Feather Award, un premio concedido personalmente por el famoso crítico. Desde entonces ha grabado más de 25 álbumes y recorrido virtualmente todos los grandes festivales de jazz del mundo.
En 1985 la cantante recibió una nominación al Grammy en la categoría «Mejor actuación vocal mujer». Tania Maria residió en Nueva York y actualmente vive en París con su familia.

## Valoración
Considerada uno de los grandes talentos de la escena contemporánea, el estilo musical y la particular voz de la artista son inconfundibles: su piano muestra un carácter percusivo y agitado con el que Maria delinea sus características melodías con una asombrosa técnica; del mismo modo, Maria usa su voz para ejecutar complicadas improvisaciones de scat, técnica de la que es uno de los principales exponentes, al unísono con el piano.
La música de Tania Maria recoge sus variadas influencias, que van desde las ligeras melodías del pop hasta las complejas armonías del jazz, pasando por los ritmos funk, del soul y de la samba. Sus principales referentes son Oscar Peterson, Bill Evans, Luiz Eça, Sarah Vaughan, Tom Jobim o Milton Nascimento

## Discografía seleccionada
| Año  | Título                                                    | Sello             |
| ---- | --------------------------------------------------------- | ----------------- |
| 2012 | Canto                                                     | Naïve Records     |
| 2011 | Tempo (with Eddie Gómez).                                 | Naïve Records     |
| 2007 | Via Brasil, Vol. 2 [reissue]                              | Sunny Side        |
| 2006 | Via Brasil                                                | Sunny Side        |
| 2005 | Brazil With My Soul                                       | Universal         |
| 2005 | Intimidade                                                | Blue Note         |
| 2005 | Tania Maria in Copenhagen w/Neils-Henning Orsted Pedersen | Stunt             |
| 2004 | Olha Quem Chega [reissue]                                 | Import            |
| 2003 | Outrageously Wild                                         | Concord           |
| 2002 | Tania Maria Live At the Blue Note                         | Concord           |
| 2002 | Happiness                                                 | Recall Records UK |
| 2000 | Viva Brazil                                               | Concord Records   |
| 1997 | Europe                                                    | TKM               |
| 1996 | No Comment                                                | TKM               |
| 1993 | The Best of Tania Maria                                   | Blue Note         |
| 1993 | Outrageous                                                | Concord           |
| 1988 | Forbidden Colors                                          | Capitol           |
| 1991 | Lady from Brazil                                          | EMI               |
| 1990 | Bela Vista                                                | Blue Note         |
| 1985 | Made in New York                                          | EMI               |
| 1984 | The Real Tania Maria: Wild!                               | Concord           |
| 1983 | Love Explosion                                            | Concord           |
| 1982 | Come With Me                                              | Concord           |
| 1981 | Taurus                                                    | Concord           |
| 1980 | Piquant                                                   | Concord           |
| 1971 | Olha Quem Chega                                           | Continental       |
| 1969 | Apresentamos                                              | Continental       |